# Ava Vincent
Ava Vincent (Placerville, 29 settembre 1975) è un'ex attrice pornografica statunitense.

## Biografia e carriera pornografica
Ava Vincent è nata in California e si è laureata al San Joaquin Delta College in arti teatrali. Ha lavorato come manager in una libreria per adulti a Stockton per guadagnare qualcosa per poter diventare attrice. Nel 1998, dopo aver incontrato l'attrice Samantha Style che la presenta al produttore Seymore Butts, decide di entrare nell'industria pornografica con lo pseudonimo di Jewel Valmont. Nel 2000, in The Tushy Girls Play Ball, inizia a recitare come Ava Vincent dal momento che nel settore diverse star come Jewel De'Nyle, Emily Jewel e Dina Jewel utilizzavano lo stesso nome. Appare sulla copertina di Penthouse nell'agosto del 2001 e viene eletta Pet of the Month.
Nel 2005, con all'attivo oltre 400 scene e numerosi premi, si ritira dall'industria pornografica.

## Vita privata
Nel 2001 ha sposato il collega Jonh Decker da cui ha divorziato l'anno successivo.

## Riconoscimenti
- AVN Award
  - 2000 – Best Group Sex Scene (video) per Ultimate Guide To Anal Sex For Women con Nina Hartley, Sydnee Steele, Inari Vachs, Chloe, Chandler, Jazmine, Tristan Taormino[6]
  - 2001 – Best All-Girl Sex Scene (film) per Les Vampyres con Syren[7]
  - 2002 – Best Supporting Actress (video) per Succubus[8]
  - 2002 – Best Group Sex Scene (video) per Succubus con Bridgette Kerkove, Nikita Denise, Trevor Thompson e Herschel Savage[9]
  - 2005 – Most Outrageous Sex Scene per Misty Beethoven, The Musical con Chloe e Randy Spears[10]
- XRCO Award
  - 2000 – Best Group Sex Scene per Ultimate Guide To Anal Sex For Women con Chloe, Chandler, Inari Vachs, Jazmine, Nina Hartley, Sydnee Steele, Tristan Taormino[11]
  - 2001 – Best Girl-Girl Scene per Les Vampyres con Syren[12]

## Filmografia
- Backseat Driver 7 (1998)
- Backseat Driver 8 (1998)
- Bitchin' 2 (1998)
- Buffy Malibu's Nasty Girls 18 (1998)
- Dirty Dancers 15 (1998)
- Flesh Pot (1998)
- Lewd Behavior 3: 3rd Strike (1998)
- Lewd Conduct 3 (1998)
- Planet of the Gapes 2 (1998)
- Please 1: Let's Get Fucked (1998)
- Prime Time Pussy 2 (1998)
- Return of the Night Stalker (1998)
- Shane's World 16: Sweet Sixteen (1998)
- Silk Panties (1998)
- Up Your Ass 9 (1998)
- Archer's Last Day (1999)
- Asswoman The Rebirth (1999)
- Barefoot Confidential 7 (1999)
- California Calendar Girls 1 (1999)
- Carnal Coeds: Girls of the Western Cumference (1999)
- CatchMeIfYouCan.com (1999)
- Cock Smokers 12 (1999)
- Coed Cocksuckers 11 (1999)
- College Girls Do 4 (1999)
- Conflict (1999)
- Cornhole Armageddon (1999)
- Cumback Pussy 17 (1999)
- Darling (1999)
- Deep Face 1 (1999)
- Fresh Meat 7 (1999)
- Girl's Affair 29 (1999)
- Hardcore Championship Fucking (1999)
- Haunted Tails (1999)
- Hot Bods and Tail Pipe 13 (1999)
- I Came, Did You? (1999)
- I Spy Sex (1999)
- Kym Wilde's On The Edge 50 (1999)
- Leatherbound Dykes From Hell 14 (1999)
- Love For Sale (1999)
- Lust World (1999)
- Male Bashing (1999)
- No Man's Land 27 (1999)
- Nymph Fever 1 (1999)
- On The Street (1999)
- Perverted 4 (1999)
- Rough Sex 1 (1999)
- Seven Deadly Sins (1999)
- Sex Ads (1999)
- Shane's World 17: Oh Yeah (1999)
- Show (1999)
- Slumber Party 9 (1999)
- Snatch Video Magazine 1 (1999)
- Sodomania: Slop Shots 7 (1999)
- Something About Kylie (1999)
- Torment 1 (1999)
- Ultimate Guide to Anal Sex for Women 1 Part 1 (1999)
- Ultimate Guide to Anal Sex for Women 1 Part 2 (1999)
- United Colors Of Ass 2 (1999)
- University Coeds 13 (1999)
- Video Virgins Gold 6 (1999)
- Violation of Jewel Valmont (1999)
- Virgin Kink 11 (1999)
- Whack Attack 5 (1999)
- Xplicitly Anal (1999)
- 72 Cheerleader Orgy (2000)
- Addiction (2000)
- Adrenaline (2000)
- After Dark (2000)
- All Natural 4 (2000)
- Anal Inspection Service 3 (2000)
- Analize This (2000)
- Asia is In Too Deep (2000)
- Ass Good As It Gets (2000)
- Babes Illustrated 9 (2000)
- Beast (2000)
- Blue Jean Blondes 1 (2000)
- Bordello Blues (2000)
- Buffy Malibu's Nasty Girls 22 (2000)
- Changes (2000)
- Chloe's Catalina Cum-ons (2000)
- Crystal Dreams (2000)
- Dare (2000)
- Fashion (2000)
- Fiesta (2000)
- Finishing School (2000)
- Fresh Pussy 2 (2000)
- Gallery of Sin 2 (2000)
- Goo Gallery 1 (2000)
- Jade Goddess (2000)
- Last Breath (2000)
- Leatherbound Dykes From Hell 15 (2000)
- Leatherbound Dykes From Hell 16 (2000)
- Les Vampyres 1 (2000)
- Les Vampyres 2 (2000)
- Lewd Archives 1 (2000)
- Lewd Archives 2 (2000)
- Midsummer Night's Cream (2000)
- Naked Angels (2000)
- Naughty Nurses 4 (2000)
- Nina Hartley's Making Love to Women (2000)
- No Man's Land 31 (2000)
- Ooze (2000)
- Open Wide And Say Ahh! 7 (2000)
- Oral Consumption 1 (2000)
- Panty World 11 (2000)
- Perfectly Flawless (2000)
- Playing Cupid (2000)
- Private Lessons (2000)
- Private XXX 9 (2000)
- Sensual Confessions (2000)
- Sex Games 1: Hollywood Orgy (2000)
- Seymore's Squirters 2 (2000)
- Shock Therapy (2000)
- Sluthunt 6 (2000)
- Strapped 1 (2000)
- Submissive Little Sluts 4 (2000)
- Tails of Perversity 7 (2000)
- Under the Cherry Tree 4 (2000)
- Underworld (2000)
- United Colors of Ass 4 (2000)
- Up For Grabs (2000)
- Virtuoso (2000)
- White Panty Chronicles 12 (2000)
- World's Luckiest Jock (2000)
- After Midnight (2001)
- April in January (2001)
- Ass Angels 2 (2001)
- Asses in the Air 1 (2001)
- Bad Wives 2 (2001)
- Believe It Or Not 1 (2001)
- Blond and Brunettes (2001)
- Blonde Fury (2001)
- Candy Striper Stories 4 (2001)
- Captain Mongo's Porno Playhouse (2001)
- Confessions (2001)
- Dead Men Don't Wear Rubbers (2001)
- Devil's Tail (2001)
- Dresden Diary 26 (2001)
- Dresden Diary 27 (2001)
- Dripping Fucking Wet 4: All Torn Up (2001)
- Edge (2001)
- Emerald Rain (2001)
- Enemasters (2001)
- Euphoria (2001)
- Extreme Pleasures (2001)
- Ghostly Desire (2001)
- Haven's Magic Touch 2 (2001)
- Hot Spot (2001)
- Hung Wankenstein (2001)
- Limbo (2001)
- Nighthawks (2001)
- Oral Adventures of Craven Moorehead 9 (2001)
- Parental Advisory (2001)
- Perfect Pink 8: Red Hot (2001)
- Perfect Pink 9: Smokin' (2001)
- Real Female Orgasms 2 (2001)
- Rhythms In Blue (2001)
- Rub The Muff 2 (2001)
- Sexcess 1: Dirty Money (2001)
- Sexcess 2: Vampire's Gulch (2001)
- Show Me The Money (2001)
- Sodomania: Slop Shots 9 (2001)
- Stolen Moments (2001)
- Succubus (2001)
- Taboo 2001: Sex Odyssey (2001)
- Together Forever (2001)
- Ultimate Guide to Anal Sex for Women 2 (2001)
- Virtual Blowjobs: Down the Hatch (2001)
- Virtual Blowjobs: Lip Service (2001)
- When The Boyz Are Away The Girlz Will Play 4 (2001)
- Windows (2001)
- Wonderland (2001)
- XXX 2: Predators and Prey (2001)
- XXX White Trash (2001)
- Adult Video News Awards 2002 (2002)
- Best of Perfect Pink 2 (2002)
- Beyond Reality 6 (2002)
- Candida Royalle's Stud Hunters (2002)
- Fetish 1: Dream Scape (2002)
- Fluffy Cumsalot, Porn Star (2002)
- For Women Only 1: Girls On Guys (2002)
- Good Things (2002)
- Head Games (2002)
- Heart Breaker (2002)
- Hidden Desires (2002)
- Hot Dripping Pink (2002)
- House Slaves (2002)
- Jewel in the Lotus (2002)
- Money Shots (2002)
- Naughty Bedtime Stories 1 (2002)
- On Location With Simon Wolf (2002)
- Over The Top (2002)
- Power of Love (2002)
- Prettiest Tits I Ever Came Across (2002)
- Pussy Fingers 1 (2002)
- Roommate From Hell (2002)
- Secrets of the Heart (2002)
- Snakeskin (2002)
- Soloerotica 1 (2002)
- Taste of a Woman (2002)
- Trial By Bondage (2002)
- True Love (2002)
- Virtual Blowjobs: Dance And Blow (2002)
- Virtual Harem: 9 Circles Of Pleasure (2002)
- Young Cum 1 (2002)
- 10 Magnificent Blondes (2003)
- 100% Blowjobs 12 (2003)
- 100% Blowjobs 15 (2003)
- 100% Blowjobs 16 (2003)
- 100% Blowjobs 17 (2003)
- 100% Strap-On (2003)
- After Midnight (2003)
- Bad Influence (2003)
- Casino Sex (2003)
- Charm School Brats (2003)
- Cindy's Fairy Tails (2003)
- Club Fantasy: Vegas Underground (2003)
- Compulsion (2003)
- Dangerous Lives of Blondes 2 (2003)
- Deconstructing Ava (2003)
- Dirty Dancers The Movie (2003)
- Eternal Virgins (2003)
- Extreme Behavior 2 (2003)
- Female Ejaculation Review (2003)
- Fetish Circus (2003)
- Fuck My Ass (2003)
- Gloves Off (2003)
- Heart of Darkness (2003)
- JKP Hardcore 1 (2003)
- Lovestruck (2003)
- Lust Will And Testament (2003)
- Making The Grade (2003)
- Mrs. Jones (2003)
- Naked Thruth (2003)
- One Way Out (2003)
- Quality Time (2003)
- Scandal Of Nicky Eros (2003)
- Secret Sins (2003)
- Sexual Fantasy (2003)
- Sex-Z Illustrated (2003)
- Tell Me What You Want 2 (2003)
- Temptation (2003)
- Tight Bottoms (2003)
- Tongue in Cheeks (2003)
- Tricks (2003)
- True Power (2003)
- Unbelievable Sex 3 (2003)
- Video Dames (2003)
- 100% Blowjobs 27 (2004)
- Anal Intentions (2004)
- Brittney's Perversions 3 (2004)
- Can You Be A Pornstar? 3 & 4 (2004)
- Deep Throat This 23 (2004)
- Droppin' Loads 2 (2004)
- Enema Debutantes 2 (2004)
- Erotic Stories: Lovers and Cheaters 2 (2004)
- Eye of the Beholder (2004)
- Figg's Fantasy (2004)
- Hot Auto Bodies (2004)
- Hot Chicks Little Tits 1 (2004)
- In Sex (2004)
- JKP All Asian 3 (2004)
- Meet Jane Doe (2004)
- Metal Up Your Ass (2004)
- Midnight Caller (2004)
- Misty Beethoven: The Musical (2004)
- Nasty Art 1: Sexual Strokes (2004)
- No Strings (2004)
- Ripe 2 (new) (2004)
- Skin Trade (2004)
- Teen Angel (2004)
- Tell Me What You Want 3 (2004)
- True Hardwood Stories (2004)
- Veronica's Game (2004)
- 100% Blowjobs 34 (2005)
- 31 Flavors (2005)
- Ass Factor 3 (2005)
- Ass Pirates (2005)
- Asspiration (2005)
- Blondes Deluxxxe (2005)
- Centerfold Fetish (2005)
- Every Man's Fantasy: 2 Girls for Every Man 3 (2005)
- Flawless 3 (2005)
- Girls Who Like Girls (2005)
- Grudgefuck (2005)
- Guide to Eating Out (2005)
- Halloweenies And Wenches (2005)
- Jenna Loves Pain 1 (2005)
- Les' Be Friends (2005)
- Lovers Lane (2005)
- Not Milk 1 (2005)
- Pleasure 2 (2005)
- Private Penthouse Greatest Moments 1 (2005)
- Pussy Party 11 (2005)
- Revenge of the Dildos (2005)
- Rookie (2005)
- Sexual Chemistry (2005)
- Shades of Sex 3 (2005)
- Signature Series 14: Violet Blue (2005)
- Take That Deep Throat This 2 (2005)
- Teen Screamers 5 (2005)
- Top Guns 2 (2005)
- Tramps in Trouble 2 (2005)
- Up Yours (2005)
- Amateur Adventures 1 (2006)
- Bodies in Heat (2006)
- Fade to Black 2 (2006)
- Hitting It From Behind (2006)
- Hot Cherry Pies 3 (2006)
- Mr. Camel Toe 6 (2006)
- Nasty Girls Wide Open (2006)
- Shhwing (2006)
- Sweet Young and Anal 1 (2006)
- All By My Self (2007)
- Blonde Legends (2007)
- Butt I Like It (2007)
- I'll Toss Your Salad If You Butter My Buns (2007)
- Lesbian MILTF 2 (II) (2007)
- Pussy Treasure (2007)
- Sex Addicts: She Gotta Have it Here (2007)
- Indulging in Lust (2008)
- Jenna Loves Pain 2 (2008)
- When MILFs Attack (II) (2008)
- X Cuts: Surfer Girls 3 (2008)
- Butt Floss Chronicles (2009)
- My Wife Loves Threesomes 3 (2010)
- 1 Chick 2 Dicks (2011)
- Adam and Eve's 40th Anniversary Collection (2011)
- All Sexed Up (2011)
- Cougar Safari (2011)
- Jenna Is Timeless (2011)
- Passionate Pleasures (2011)
- Screw Love, Let's Fuck (2011)
- Superstar Talent (2011)